# Kocsiszám

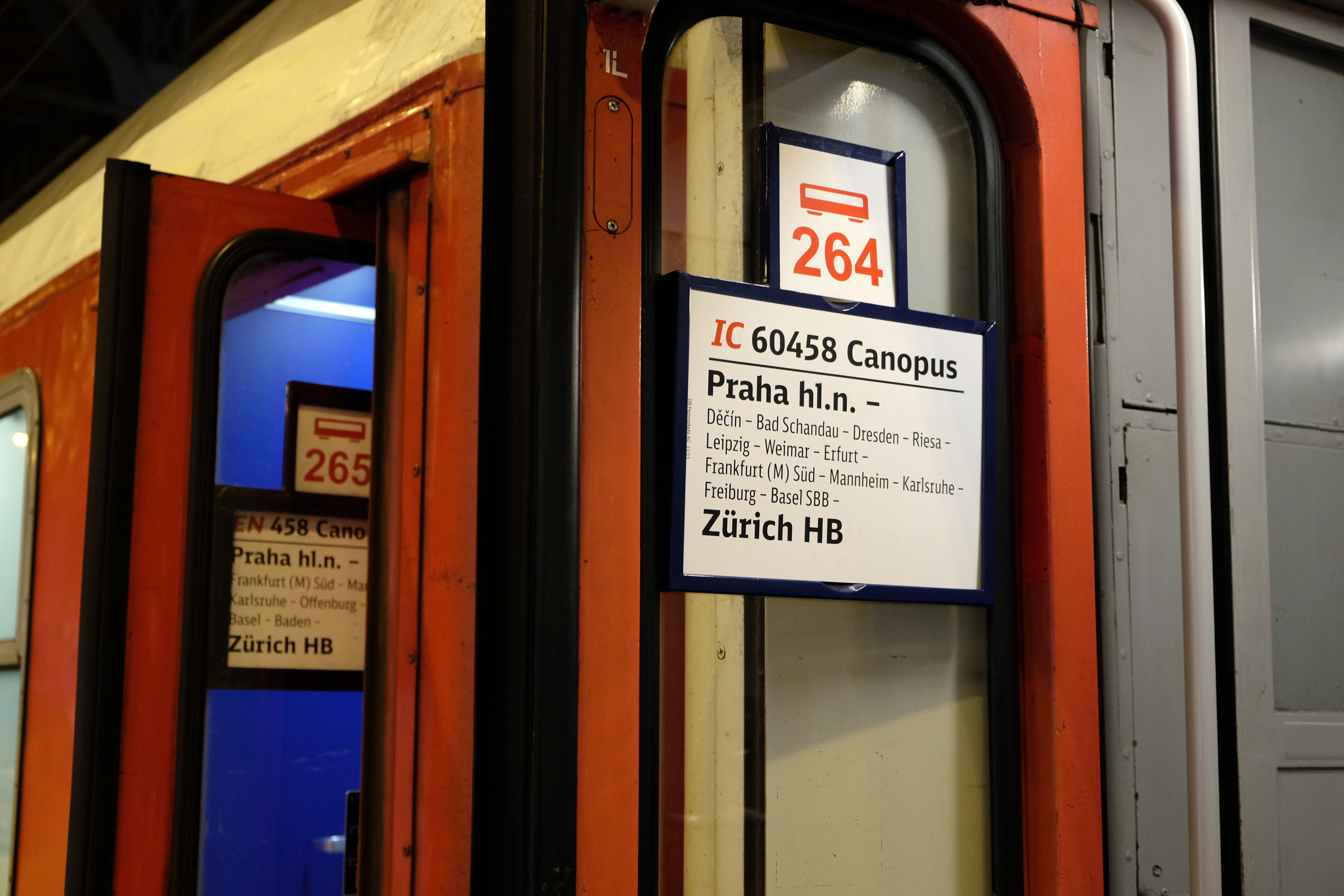
Kocsiszámok egy német vonaton

A kocsiszám a helybiztosítással igénybe vehető vonatokban közlekedő kocsiknak az adott vonatra szóló azonosító jelzése. A kocsiszám alkalmazása a vasútvállalat számára lehetővé teszi a helyfoglalási rendszer üzemeltetését, ún. közvetlen kocsi esetében pedig a vonat rendezését végző személyzet számára információt szolgáltat arról, hogy a kocsit melyik vonat melyik részéhez kell besorozniuk. Az utasok a kocsiszám alapján találják meg a számukra kijelölt helyet. A személyszállításban közlekedő vasúti kocsik számozására nem alakult ki olyan egységes európai rezsim, mint például a járművek nyolc számjegyű azonosító kódja, vagy a vonatok számozása. A személyszállító vonatokat közlekedtető vasútvállalatok saját rendszert dolgoztak ki a saját hálózatukon közlekedő vonatok kocsijainak számozására, a határt átlépő európai vonatok kocsijait többnyire a nemzetközi rendszer sémái szerint számozzák.

## Belföldi kocsiszámozás
A Magyarországon helybiztosítással közlekedő belföldi vonatok kocsijait zömében egy- vagy kétjegyű kocsiszámmal látják el, ahol a szám nem utal az igénybe vett kocsi jellegére. Az InterCity vonatnemben belföldön közlekedő kocsik általában kétjegyű számot kapnak, esetükben a szám utal jármű kínálta szolgáltatásokra. 
- 1-9 Szezonális járatok és belföldi különvonatok kocsijai (Pl: Tisza-tó expressz 1-4; Aranypart expressz 1-9)
- 11-17 helybiztosítással közlekedő vonatban futó nem helyjegyköteles belföldi kocsi
- 18-19 első osztályú IC-kocsik.
- 21-29 másodosztályú IC-kocsik.
- 31-39 helybiztosítással közlekedő vonatban futó nem helyjegyköteles belföldi kocsik (A szegedi vasútvonalon a kerékpárszállítás kerékpár-helyjeggyel lehetséges, ott a kerékpárszállító kocsik kaptak 31-től kezdődő számokat.)

## Nemzetközi kocsiszámozás
A nemzetközi számozási rendszer országok csoportosításán alapul. A nemzetközi viszonylatban közlekedő kocsiszámok háromjegyűek. Az országokat négy zónába osztották, ezeket a zónákat pedig beszámozták. A kocsik az indulási állomás és a célállomás zónájának megfelelő számokat kaphatnak.
- 100-as kocsiszámokat a Belgium, Franciaország, Hollandia és Luxemburg területére rendszeresen közlekedő kocsik kapják. A hagyományos vasúti kocsikat felváltó korszerű motorvonatok elterjedésével a 100-as számcsoport használata erősen visszaszorult. Az utolsó ilyen számmal közlekedő kocsik a Pollux, Cassiopeia és Pegasus CNL járatokban futottak, majd a számcsoport a CNL szolgáltatás 2016-os leállításával „kihalt”. 2021 decembere óta az ÖBB Bázelből és Zürichből Amszterdamba közlekedő Nightjet kocsijai kapnak 100-as számokat.[1] A 100-as számcsoport kiegészítője az 500-as számcsoport, a 100-as térség külön rendeletre közlekedő kocsijai 500-as számokat viselnek. Magyarországon a 100-as tartományba tartozó kocsi nem közlekedik.
- A 200-as számcsoportba a Németország területére és az ausztriai Salzburgba közlekedő kocsik tartoznak. A Magyarországot érintő vonatok közül ilyen számot kapnak a Hungaria, a Metropol és a Kálmán Imre járatokban közlekedő magyar kocsik. A 200-as tartomány kiegészítője a 600-as számcsoport, a térség célállomásaira külön rendeletre közlekedő kocsijai ilyen számot viselnek.
- A 300-as számcsoporthoz tartoznak a Csehország, Lengyelország, Olaszország, Svájc és Szlovákia célállomásaira közlekedő kocsik. Ebbe a számtartományba tartoznak azon ausztriai kocsik, amelyeknek célállomása nem Bécs vagy Salzburg. Magyarországon ebben a számcsoportban szerepelnek a Metropolitan EC-, a Báthory EuroCity Lengyelországba közlekedő kocsijai, a Miskolcon át Kassára közlekedő IC kocsijai, illetve a Svájc felé közlekedő kocsik. A 300-as tartomány kiegészítője a 700-as számcsoport, amelybe a térség célállomásaira külön rendelet esetén induló kocsik kerülhetnek.
- A 400-as zónába tartozik Bécs, illetve a tőle délkeletre elterülő térség, így Magyarország, Románia, Bulgária és a volt Jugoszlávia területe. A Magyarországon nemzetközi számmal közlekedő kocsik döntő többsége ebbe a tartományba eső számot kap. Magyarországon egyes csak belföldön közlekedő vonatok is nemzetközi kocsiszámokat kapnak, például a Budapestről Szombathelyre közlekedő Savaria IC kocsijai. A 400-as térség kiegészítője a 800-as tartomány, amelynek számait a külön rendeletre közlekedő kocsik kapják.
- Külön tartománynak számít a 900-as csoport, amelyet a célállomás térségétől függetlenül a különvonatok kocsijai kapnak. A Nightjet Bécs és Brüsszel közötti hírverő próbajárata ilyen kocsiszámokkal közlekedett.

A nemzetközi számozást többnyire nem alkalmazzák azoknál a vonatoknál, amelyek csak üzemi körülmények között bonthatók részekre, vagy az út során nem rendezik. Így például az ÖBB Budapestről közlekedő RailJet szerelvényei 21-től kezdődő számokat kapnak.

## A kocsiszámok feltüntetése
Az egyes vonatok kocsiszámozása nyilvános, a vonat összeállítását a szervező vasutak több felületen is nyilvánosságra hozzák. Az utasok a kocsiszámmal elsőként a megvásárolt helyjegyen találkoznak. Könnyebb eligazodásuk érdekében a kocsiszámot a helybiztosítással közlekedő kocsira telepített elektronikus táblán meg kell jeleníteni. Ennek hiányában a helyjegyes vonatok ajtaján kell elhelyezni úgy, hogy az a jármű belteréből és a peron felől is látható legyen. Erre a célra a Magyarországon közlekedő régebbi kocsik ajtajára egy keretet helyeztek el. A magyar vasútnál a nagy fővárosi pályaudvarokon kocsik számainak (és a többi utasokat tájékoztató anyag) kihelyezésére külön munkakör létezik, ez az ún. táblázó. Egyes országokban a peronon kihelyezett táblákon közlik, hogy mely kocsi érkezése a peron mely' szakaszára várható, illetve az egyes kocsiszámok melyik célállomásra közlekednek.

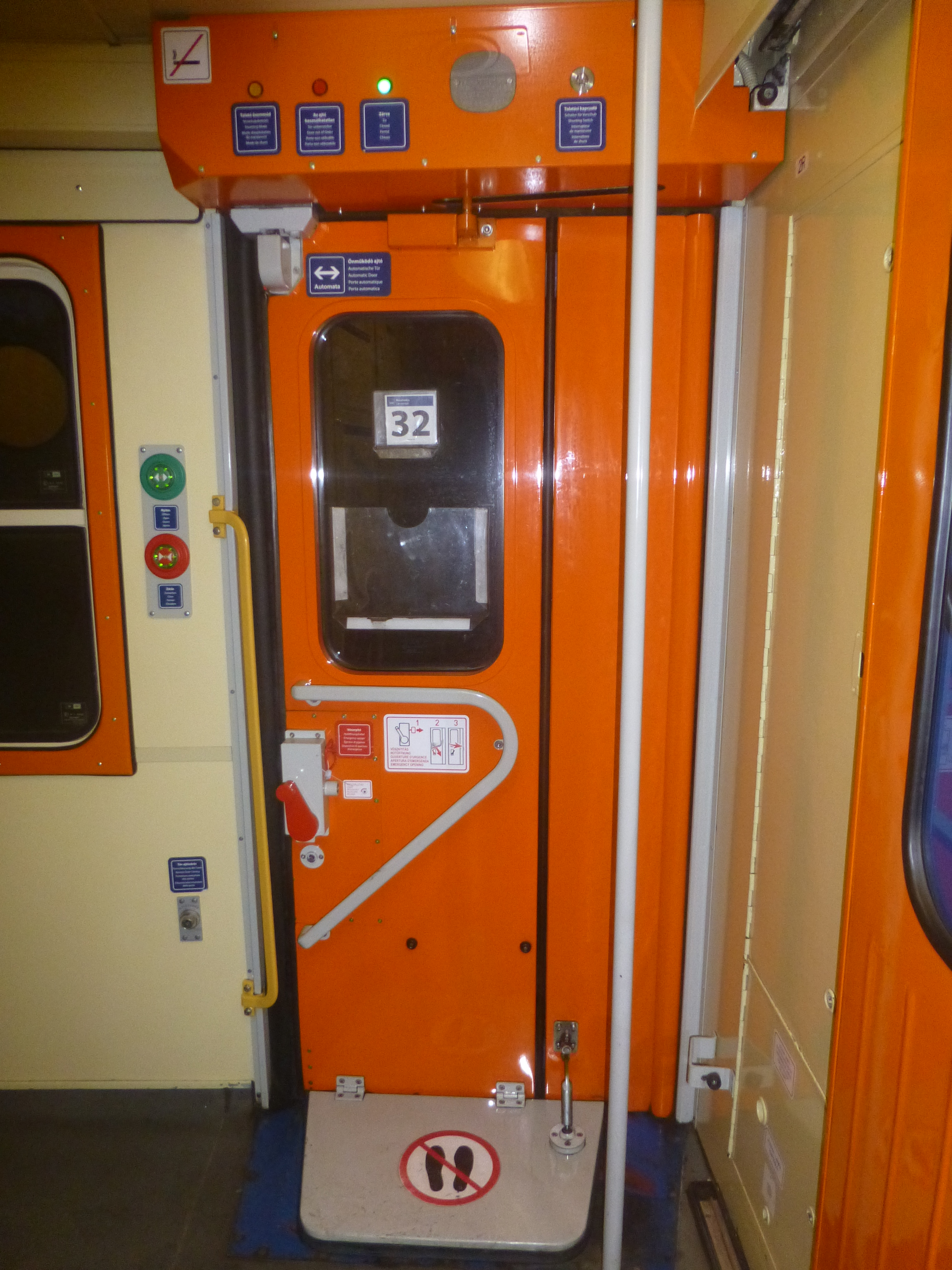
Kocsiszám kihelyezése külső ajtóra (Magyarország)
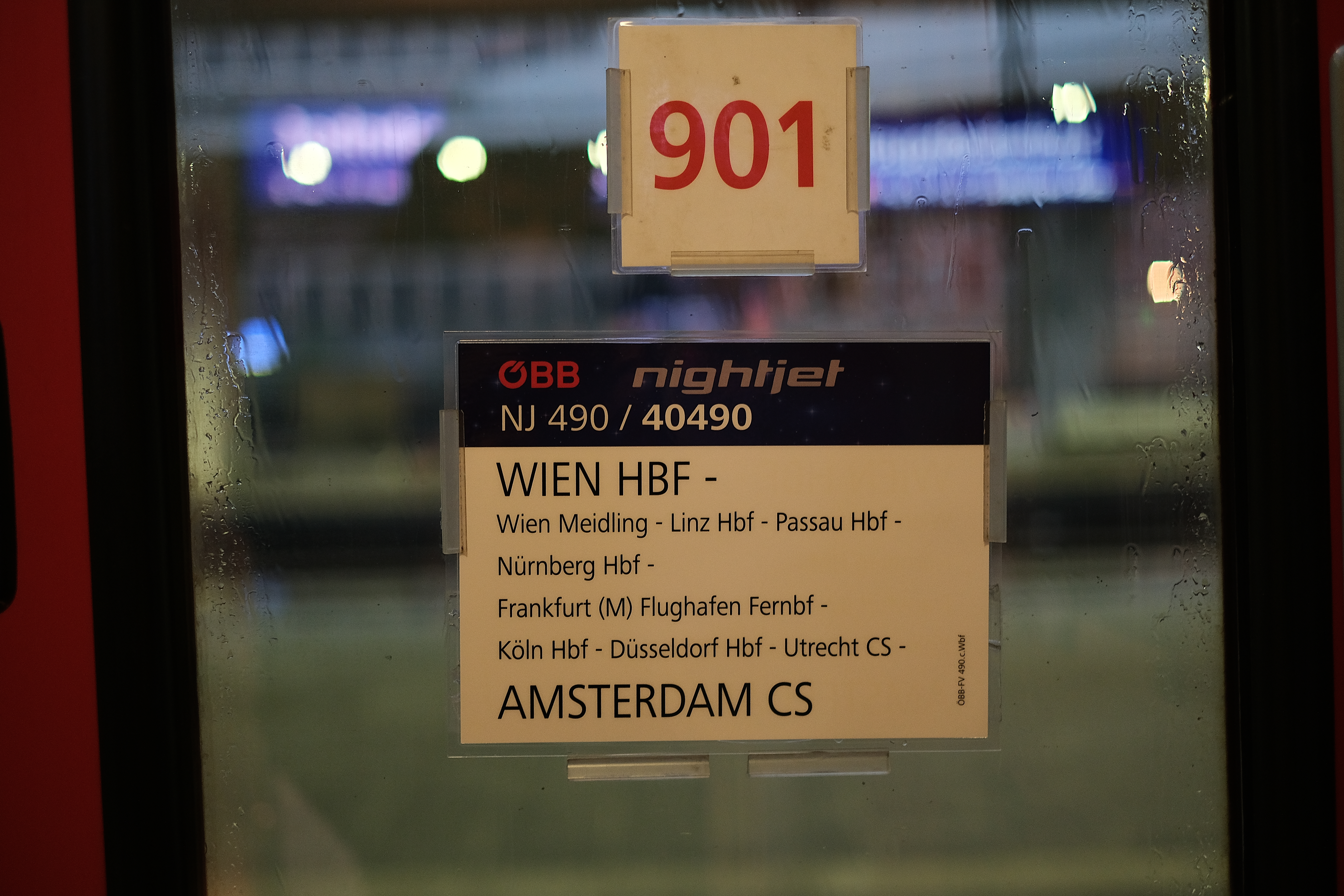
Kocsiszám kihelyezése külső ajtóra (Ausztria)
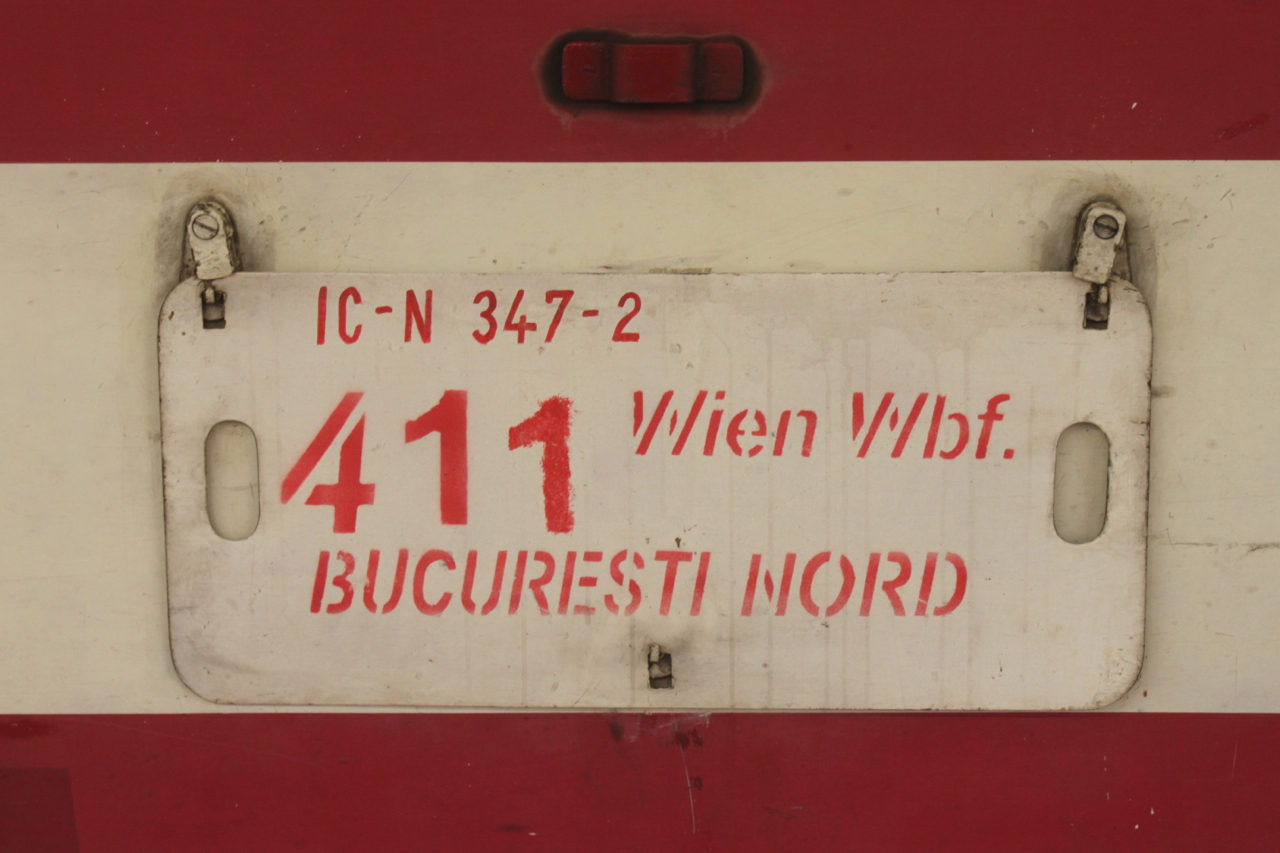
Kocsiszám kihelyezése a jármű oldalára (Románia)
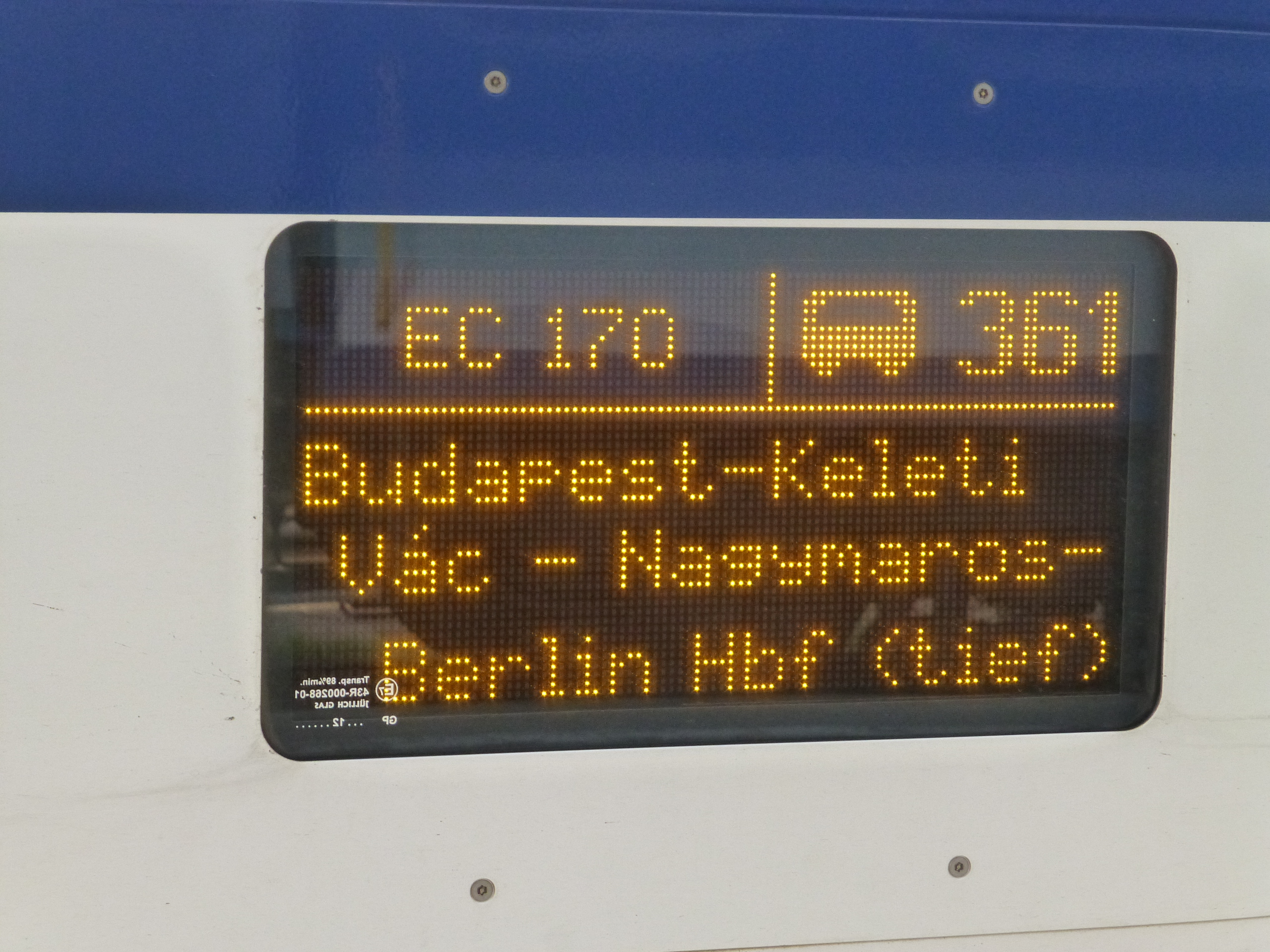
Kocsiszám kijelzése a jármű oldalán (Csehország)
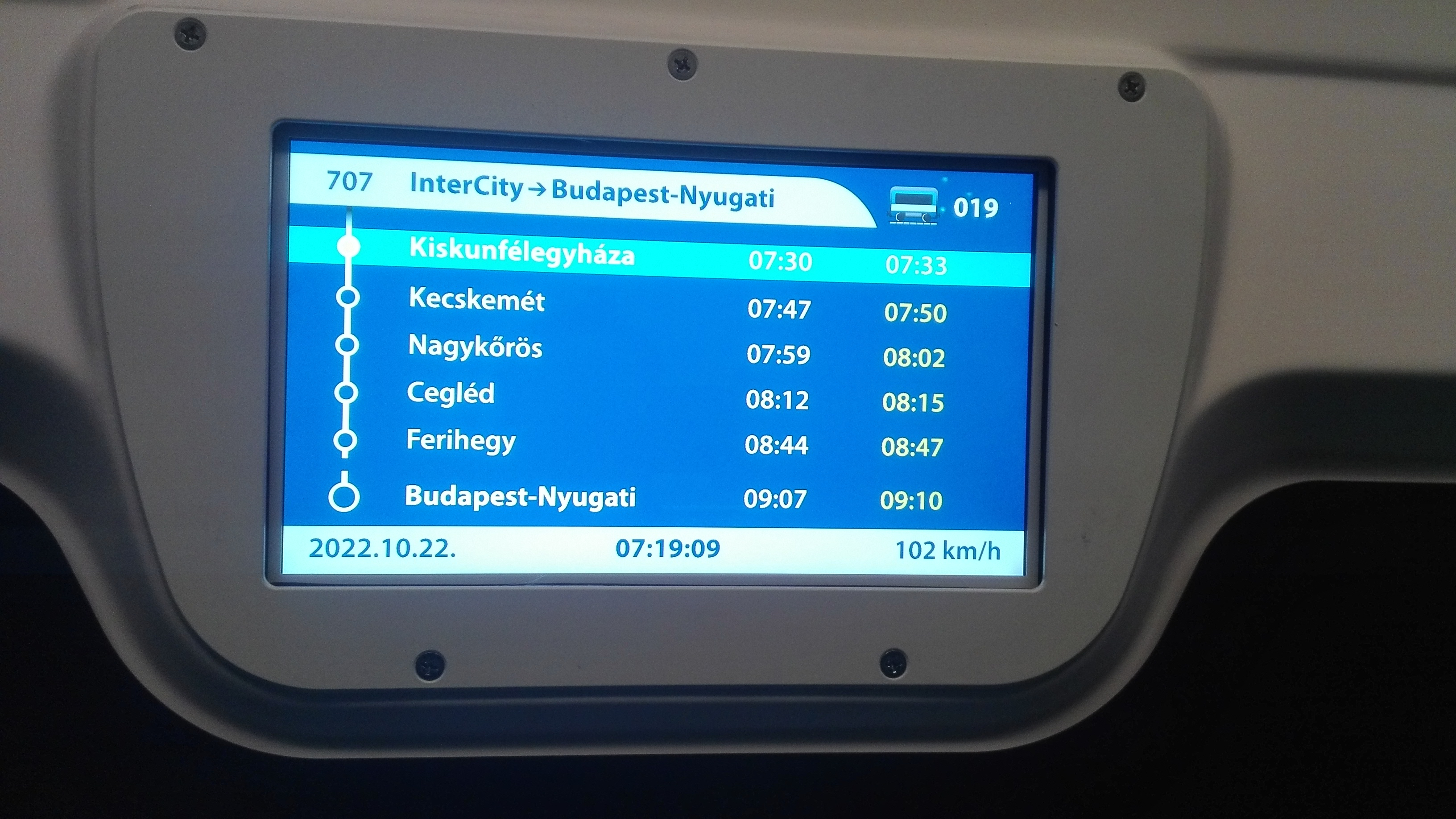
Kocsiszám kijelzése a jármű belterében (Magyarország)
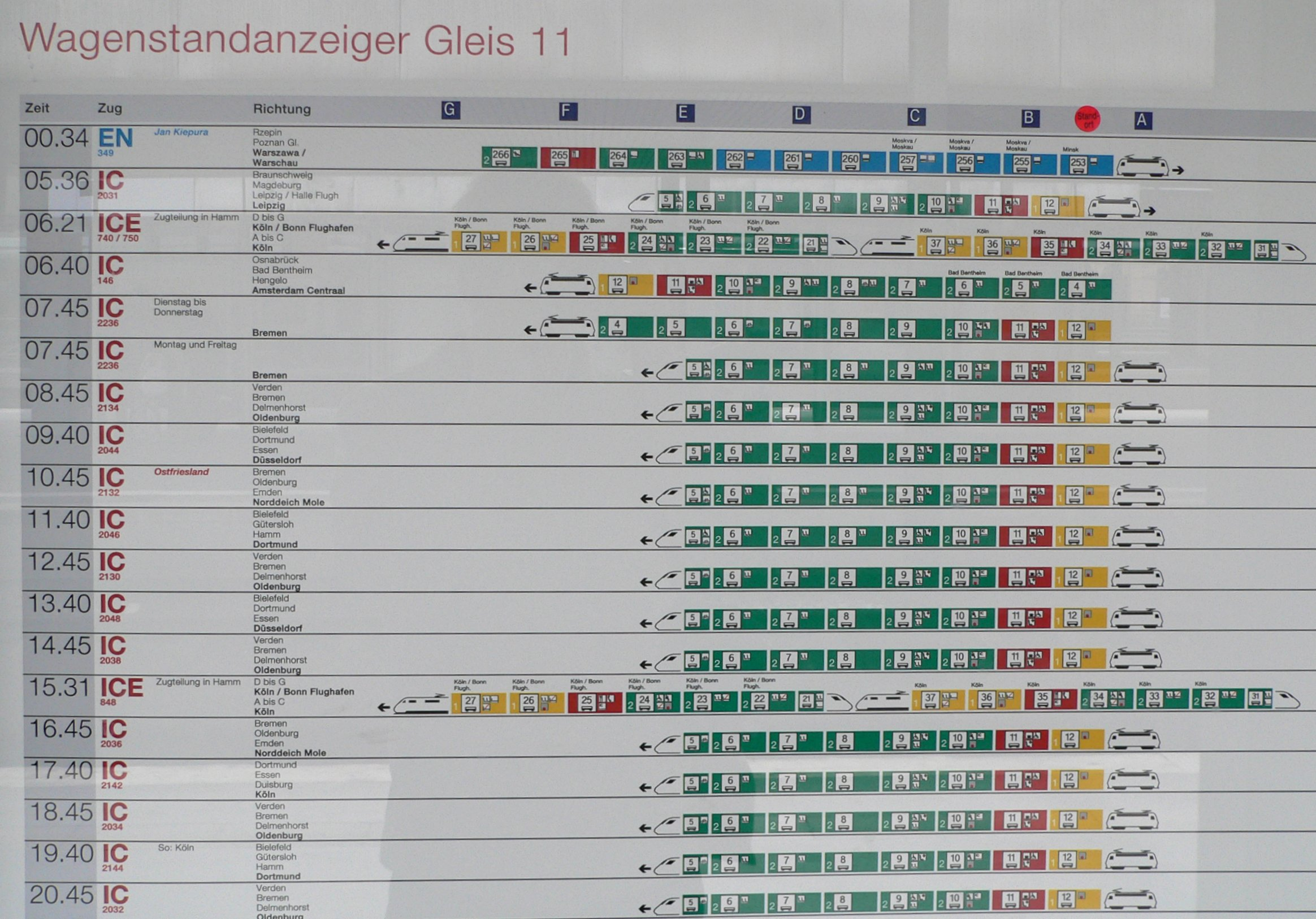
Kocsiszámok meghirdetése poszteren (Németország)
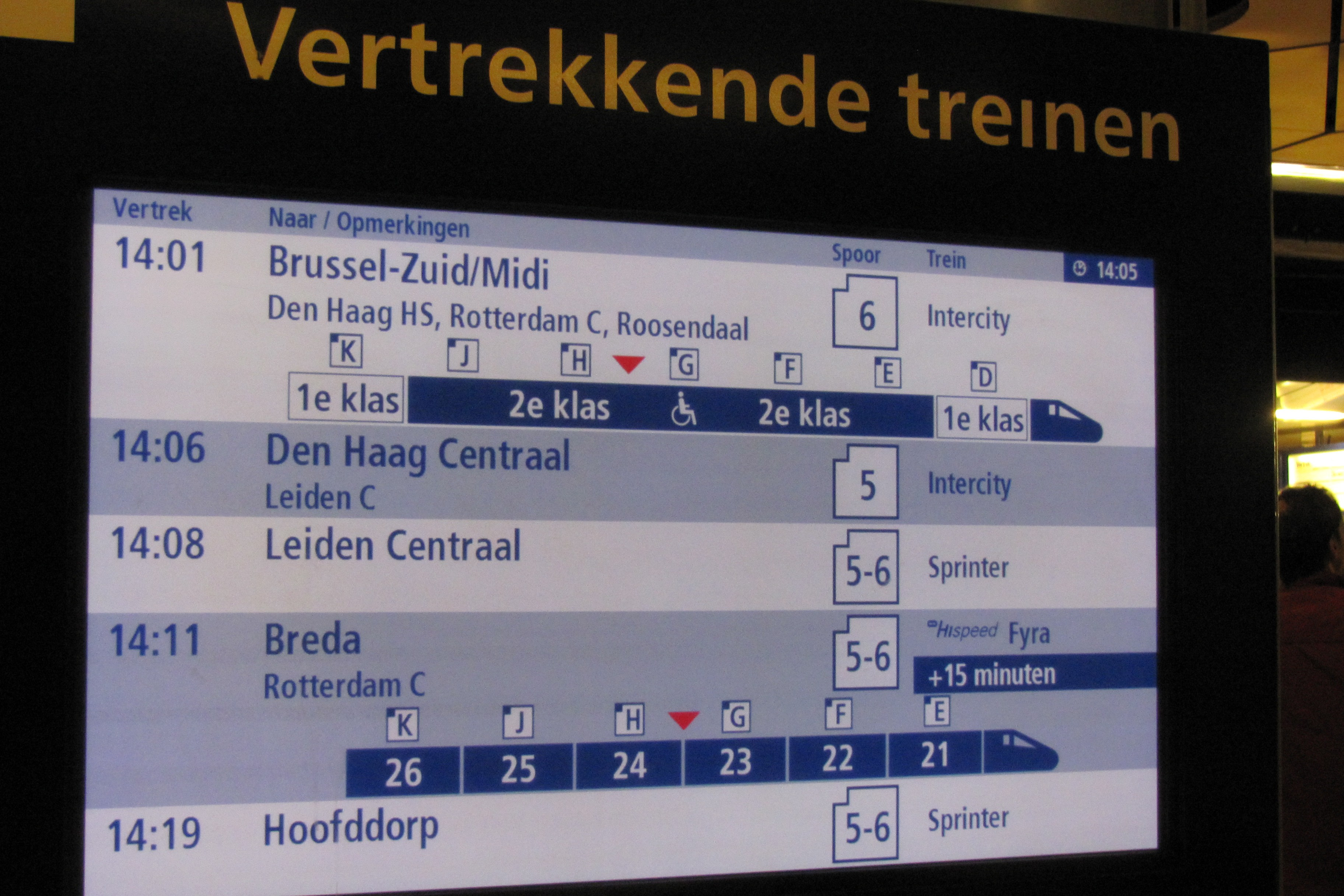
Kocsiszámok meghirdetése kijelzőn (Hollandia)
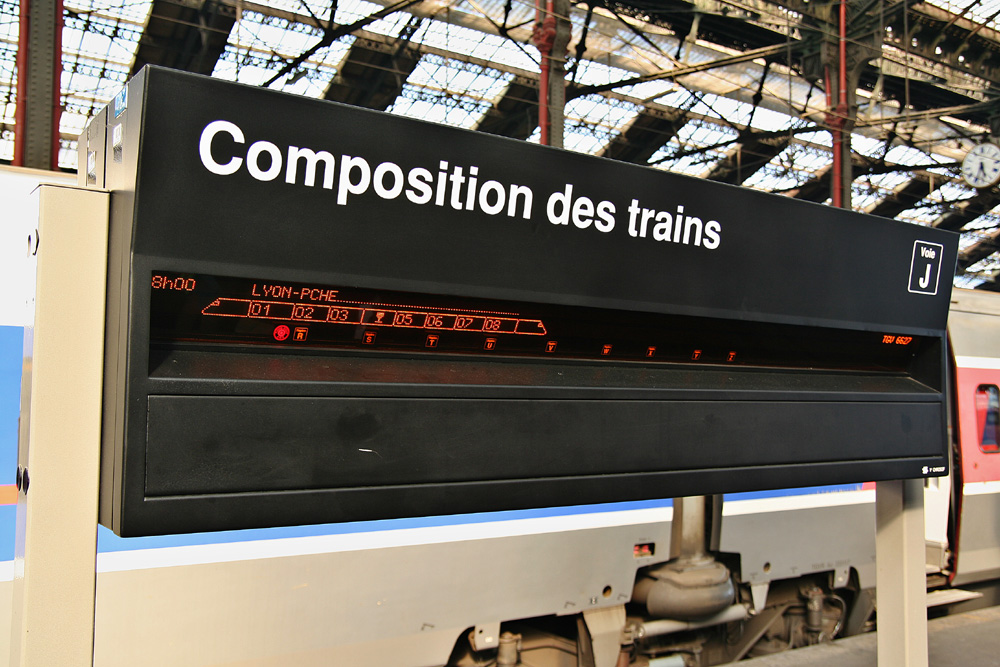
Kocsiszámok meghirdetése kijelzőn (Franciaország)
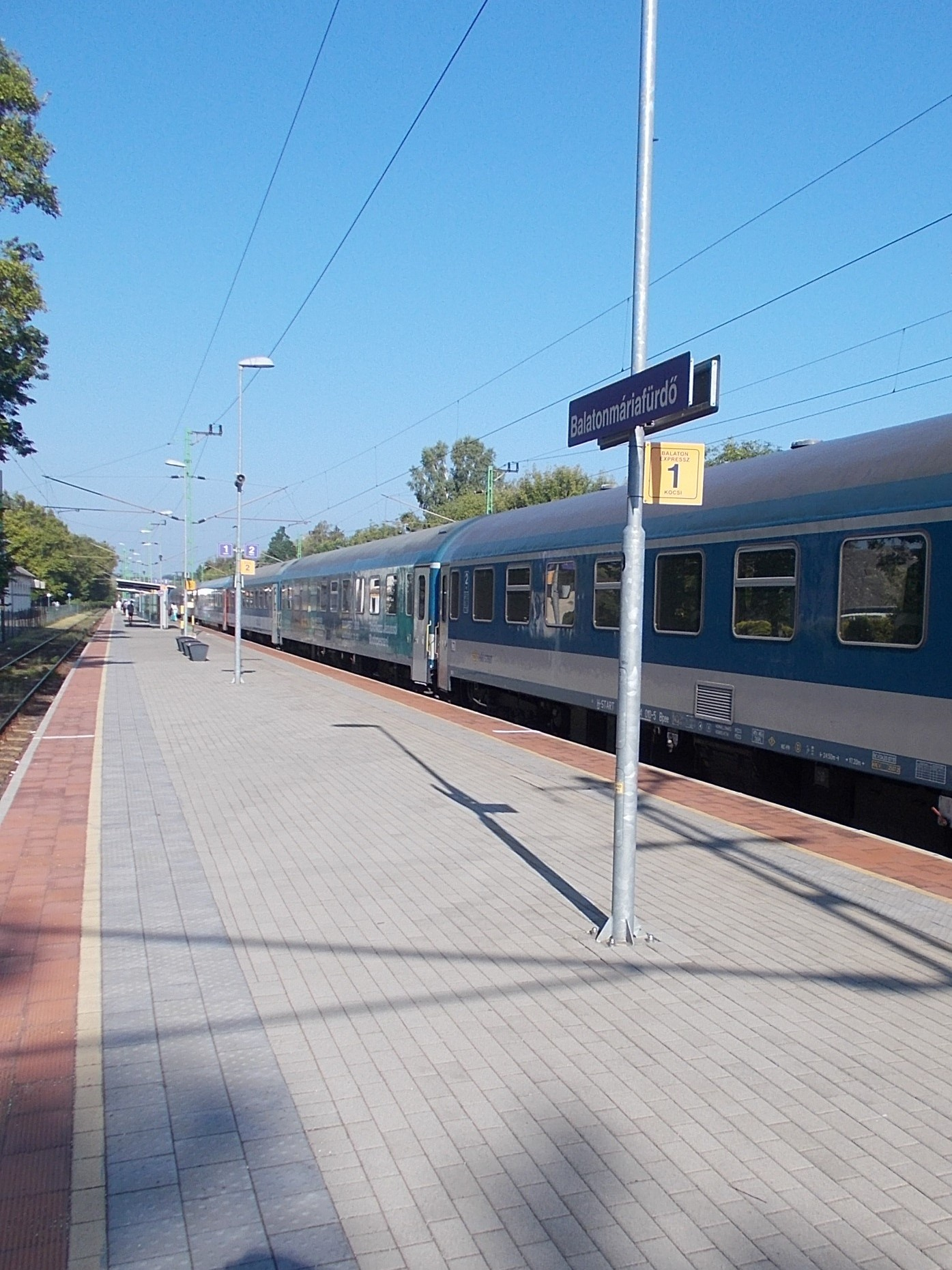
Érkezési hely megjelölése peronon (Magyarország)
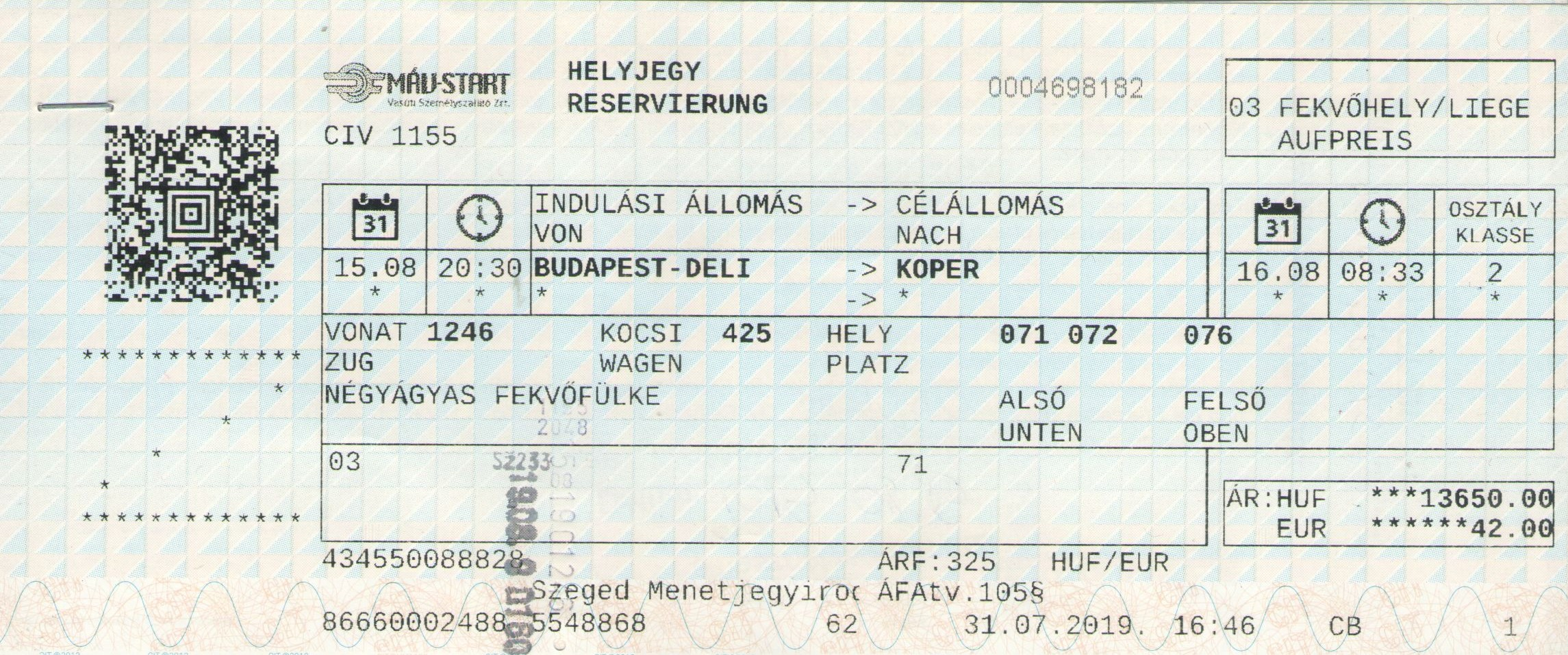
Kocsiszámot tartalmazó helyjegy